# Николай Тамразов
Николай Ишович (Ишуевич) Тамразов (роден на 15 януари 1939 г., Днепропетровск) е съветски и руски певец, поет и актьор, режисьор, музикален критик, радио и телевизионен водещ. Заслужил артист на РСФСР (1991). Професор в Художествената академия.